# Flugkolbenmotor

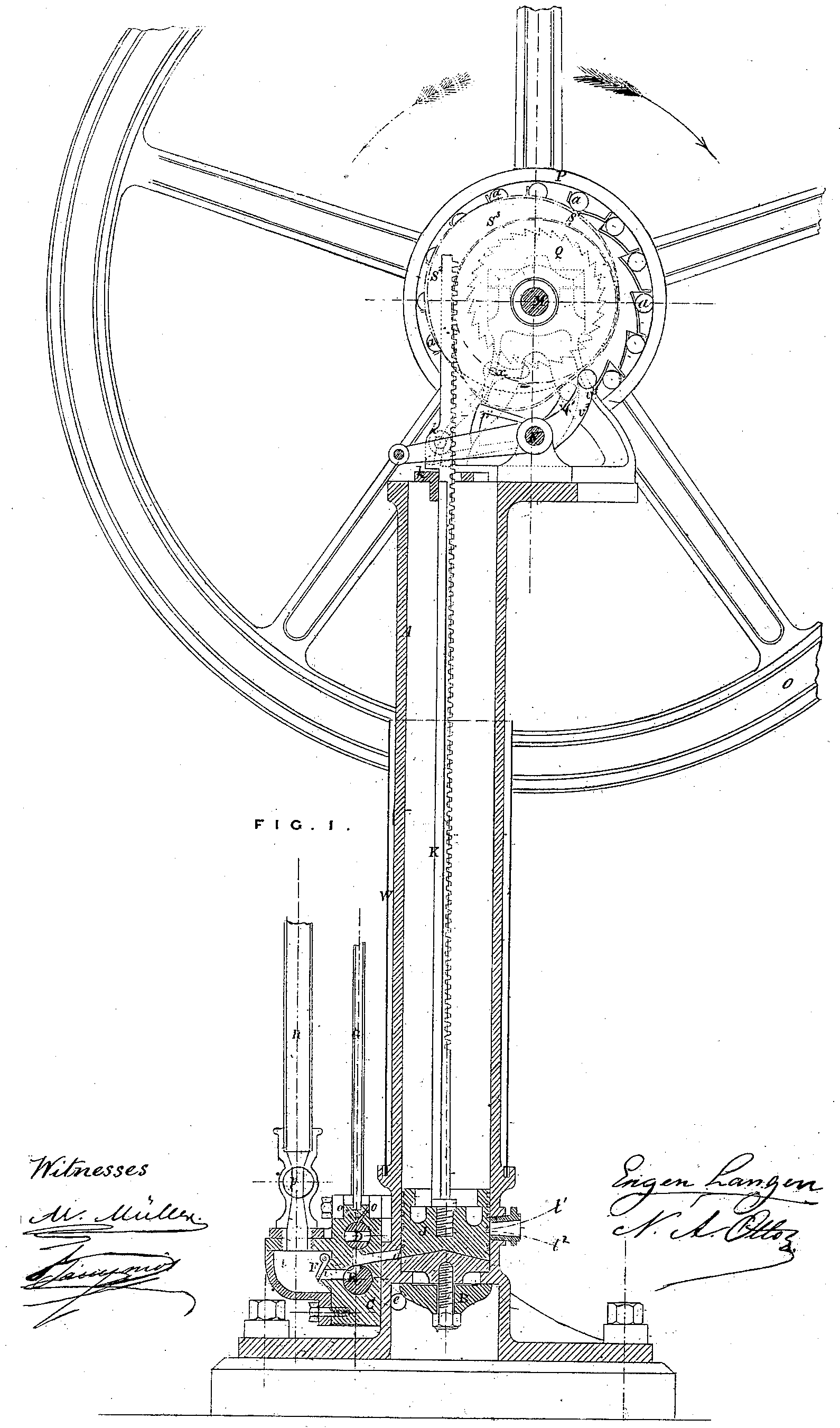
Figure 1 aus US Patent US67659

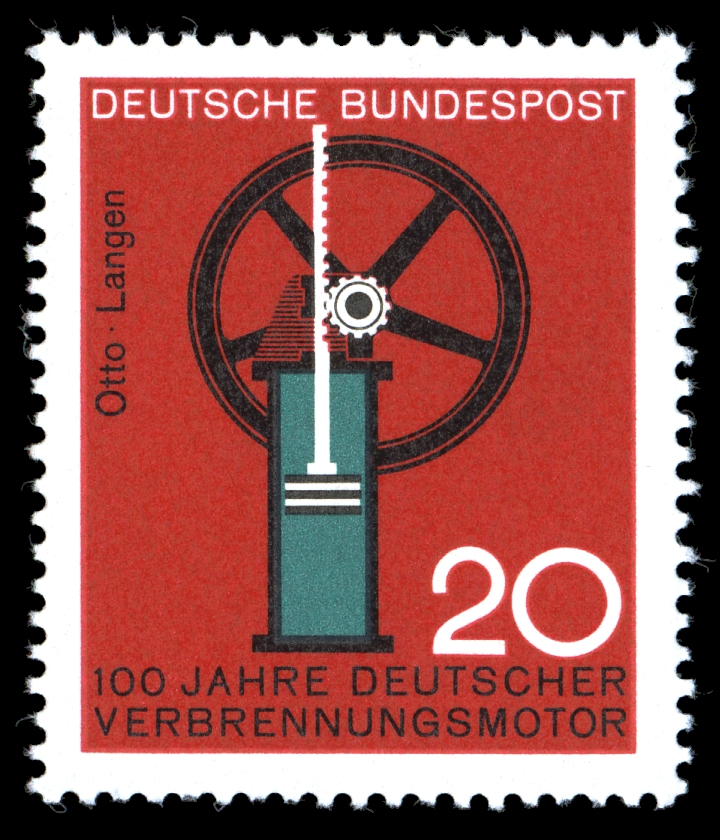

Een flugkolbenmotor of "atmospherische flugkolbenmotor van Otto en Langen" of "vliegende zuigermotor" is een verbrandingsmotor. Het is de voorloper van de viertaktmotor. Hierbij wordt met de ontploffingsenergie een zuiger omhoog geslingerd. Bij het naar beneden komen van de zuiger drijft hij een tandrad aan dat de energie aan een as levert.
In 1864 komt Carl Eugen Langen in contact met Nicolaus August Otto, die in zijn vrije tijd werkt aan de verbetering van de atmosferische motor van de Belg Étienne Lenoir. De technisch opgeleide Eugen Langen ziet het potentieel van de ontwikkelingen van Otto en sticht één maand na hun ontmoeting de eerste motorenfabriek ter wereld, N. A. Otto & Cie. Op de Parijse wereldtentoonstelling van 1867 presenteert Otto-Langen-Motoren in Deutz zijn versie van een gasmotor. Deze nieuwe motorontwikkeling verbruikt drie maal minder brandstof dan de tot dan bekende motor van Étienne Lenoir. Zij werd met een gouden medaille bekroond. Tot de invoering van de Otto-Viertaktmotor in 1876 werden door Otto-Langen-Motoren in Deutz en hun licentienemers bijna 5000 flugkolbenmotoren gebouwd.